# Cézac (Lot)
Cézac (okzitanisch: Cesac) ist eine französische Gemeinde im Département Lot in der Region Okzitanien. Die 178 Einwohner (Stand: 1. Januar 2022) zählende Gemeinde gehört zum Arrondissement Cahors und zum Kanton Marches du Sud-Quercy.

## Geografie
Cézac liegt etwa 14 Kilometer südwestlich von Cahors. Umgeben wird Cézac von den Nachbargemeinden Villesèque im Norden, Labastide-Marnhac im Nordosten, Pern-Lhospitalet im Osten, Castelnau-Montratier im Süden und Südwesten, Lendou-en-Quercy im Westen sowie Barguelonne-en-Quercy im Nordwesten.

## Bevölkerungsentwicklung
| 1962                       | 1968 | 1975 | 1982 | 1990 | 1999 | 2006 | 2018 |
| -------------------------- | ---- | ---- | ---- | ---- | ---- | ---- | ---- |
| 182                        | 137  | 143  | 146  | 144  | 146  | 160  | 168  |
| Quellen: Cassini und INSEE |      |      |      |      |      |      |      |

## Sehenswürdigkeiten
- Kirche Saint-Clément, seit 1929 Monument historique
- Kirche Saint-Martin
- Der Truque de Bourdille, eine frühere Turmhügelburg